# اوني (زرقت الغربية)
اوني هو دُوَّار يقع بجماعة زرقات، إقليم الحسيمة، جهة طنجة تطوان الحسيمة في المملكة المغربية. ينتمي الدوّار لمشيخة زرقت الغربية التي تضم 11 دوار. يقدر عدد سكانه بـ 538 نسمة حسب الإحصاء الرسمي للسكان والسكنى لسنة 2004.

## روابط خارجية
- البوابة الوطنية للجماعات الترابية
- المندوبية السامية للتخطيط